# 4873 Fukaya
4873 Fukaya eller 1990 EC är en asteroid i huvudbältet, som upptäcktes den 4 mars 1990 av den japanske amatörastronomen Atsushi Sugie i Dynic-observatoriet. Den är uppkallad efter den japanska staden Fukaya.
Asteroiden har en diameter på ungefär 12 kilometer och den tillhör asteroidgruppen Eos.